# سودا سوان
سودا سوان (ارمنی: Սևդա Սևան؛ زاده ۶ نوامبر ۱۹۴۵ – درگذشته ۱۶ مهٔ ۲۰۰۹) دیپلمات و نویسنده برجسته اهل ارمنستان-بلغارستان که بین سال‌های ۱۹۹۴ تا ۲۰۰۵ سفیر ارمنستان در بلغارستان بود.

## زندگی‌نامه
سودا سوان با نام اصلی فرانسوهی گئورگی باهچجیان (ارمنی: Ֆրանսուհի Գևորգի Բահչեջյան در تاریخ ۶ نوامبر ۱۹۴۵ در نووا زاگورا به دنیا آمد. وی سومین همسر واربان استاماتوف، نویسنده و ویراستار بلغارستانی بود. وی فارغ‌التحصیل دانشگاه صوفیه بود. در مصاحبه‌ای که Novinar در تاریخ ۱۷ آوریل ۲۰۰۸ با سودا سوان انجام داد وی گفت که من شرمسارم که پارلمان ما [بلغارستان] نسل‌کشی ارمنی‌ها را به رسمیت نشناخته‌است. سودا سوان یکی از چهرهای برجسته ادبیات معاصر جماعت ارمنیان پراکنده بود. وی در روز ۱۶ مه ۲۰۰۹ در سن ۶۳ سالگی در صوفیه درگذشت.